# Chalioides sumatrensis
Chalioides sumatrensis är en fjärilsart som beskrevs av Franciscus J.M. Heylaerts 1887. Chalioides sumatrensis ingår i släktet Chalioides och familjen säckspinnare. Inga underarter finns listade i Catalogue of Life.